# Sotanostenochrus mitchelli
Sotanostenochrus mitchelli är en spindeldjursart som beskrevs av Paul Reddell och James Cokendolpher 1991. Sotanostenochrus mitchelli ingår i släktet Sotanostenochrus och familjen Hubbardiidae. Inga underarter finns listade i Catalogue of Life.